# Kraddsele
Kraddsele är en sjö i Sorsele kommun i Lappland och ingår i Umeälvens huvudavrinningsområde. Sjön har en area på 1,65 kvadratkilometer och ligger 378,4 meter över havet. Sjön avvattnas av vattendraget Vindelälven.

## Delavrinningsområde
Kraddsele ingår i det delavrinningsområde (730642-152825) som SMHI kallar för Utloppet av Kraddsele. Medelhöjden är 605 meter över havet och ytan är 39,1 kvadratkilometer. Räknas de 113 avrinningsområdena uppströms in blir den ackumulerade arean 1 407,58 kvadratkilometer. Vindelälven som avvattnar avrinningsområdet har biflödesordning 2, vilket innebär att vattnet flödar genom totalt 2 vattendrag innan det når havet efter 384 kilometer. Avrinningsområdet består mestadels av skog (72 procent) och kalfjäll (20 procent). Avrinningsområdet har 1,63 kvadratkilometer vattenytor vilket ger det en sjöprocent på 4,2 procent.